# Sozialistische Destur-Partei

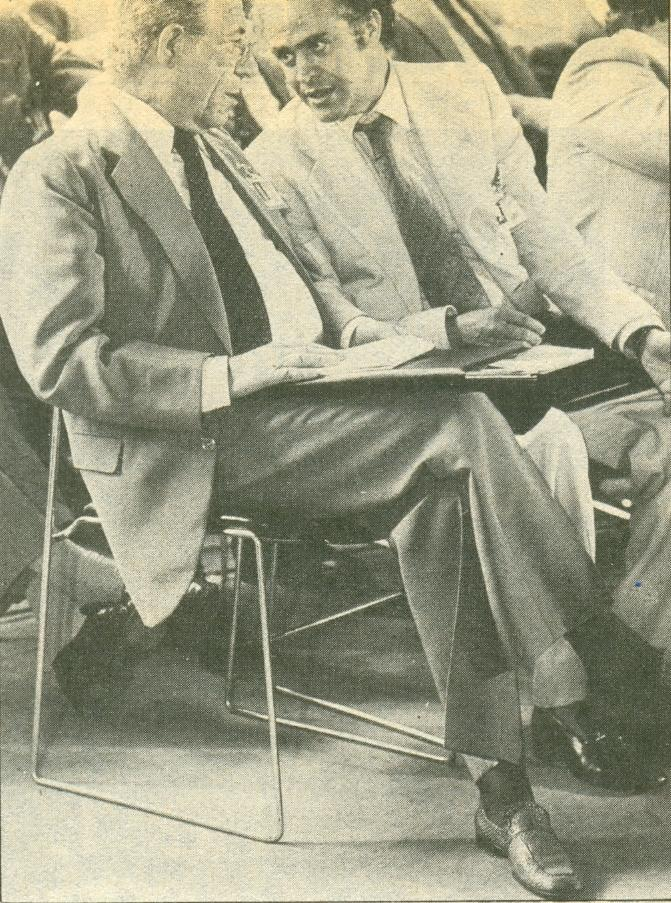
Ministerpräsident Hedi Nouira und Minister Mohamed Sayah beim Kongress der Sozialistischen Desturpartei 1979

Die Sozialistische Destur-Partei (französisch Parti Socialiste Destourien; arabisch الحزب الاشتراكي الدستوري, DMG al-Ḥizb al-ištirākī ad-dustūrī) war die regierende Einheitspartei Tunesiens von 1964 bis 1988.
Die Partei hieß vorher Destur-Partei bzw. Neo-Destur-Partei und wurde später in Konstitutionelle Demokratische Sammlung umbenannt.
Bahi Ladgham war der erste Ministerpräsident der Partei und Hédi Baccouche war der letzte. Die Partei wurde offiziell im Oktober 1964 gegründet und am 27. Februar 1988 aufgelöst. Habib Bourguiba war der erste Präsident der Sozialistischen Destur-Partei 1964–1987. Er wurde durch Zine El Abidine Ben Ali 1987–1988 abgelöst.